# Abhinanda
Abhinanda var ett svenskt hardcoreband, bildat 1992 i Umeå. Bandet var verksamt fram till 1998, då det splittrades. De har därefter återförenats i tre omgångar: 2004, 2009–2010 och 2012.
Bandets släppte tre studioalbum och två EP-skivor på Desperate Fight Records mellan åren 1993 och 1999. År 2009 släpptes en ny singel av bandet tillsammans med samlingsalbumet Kizuna.

## Biografi
Bandet bildades 1992 i Umeå av José Saxlund (sång), Adam Nilsson (gitarr), Mattias Abrahamsson (bas) och Jonas Lyxzén (trummor). José Saxlund har i en intervju sagt att bandet startades "av den enkla anledningen att medlemmarna tyckte att det behövdes fler band än Refused i Umeå." I en annan intervju förklarar han att antalet aktiva i Umeås hardcorescen vid den tidpunkten var runt tio personer. De som inte spelade i Refused startade ett nytt band: Abhinanda. Bandnamnet togs från en textrad i konvolutet till Shelters debutalbum. Gruppen hade sin första spelning på Mariehems ungdomsgård samma år.
Abhinanda var ett av de första hardcorebanden i Sverige under början av 1990-talet. Medlemmarna var goda vänner med bandet Refused och tillsammans bidrog de till att dra igång hardcorerörelsen i Umeå. Abhinanda var även ett straight edge-band; samtliga medlemmar var veganer eller vegetarianer och pratade ofta om veganism och straight edge, både i sina texter och på sina konserter.
Bandet var starkt influerat av den amerikanska hardcore- och straight edge-scenen. Abhinanda började med att spela covers av Bad Religion och Sub Society och senare Minor Threat och Gorilla Biscuits. I en intervju säger Saxlund att "Ingen av oss kunde spela något instrument, förutom Jonas Lyxzén. Han kunde spela gitarr, så vi satte honom bakom trummorna".
1993 startade medlemmarna i bandet, tillsammans med Dennis Lyxzén, skivbolaget Desperate Fight Records, på vilket man gav ut EP-skivan Darkness of Ignorance. Saxlund har i efterhand sagt att han tycker att skivan är dålig.
Samma år gav sig bandet ut på turné till Norge tillsammans med Refused. Turnén var Abhinandas första. På väg till turnéns sista spelning i Kristiansund krockade bandets båda fordon (en minibuss och en bil) med varandra. Ingen skadades dock allvarligt.

### Senseless & Neverending Well of Bliss
EP:n följdes av debutalbumet Senseless, som utkom året efter. Albumet producerades av Pelle Gunnerfeldt, Eskil Lövström samt av bandmedlemmarna själva. Kristofer Steen hade tillkommit som gitarrist i bandet. Abrahamsson och Saxlund skrev texterna, medan bandet som helhet skrev musiken. Senseless sålde bra och pengarna användes för att bygga ut skivbolaget Desperate Fight Records. Bandet medverkade också, med den tidigare outgivna låten "Remark of Frustration", på samlingsalbumet Straight Edge as Fuck I (1994). Innan året var slut begav man sig också ut på en Europaturné.
Året efter utkom bandets andra EP, Neverending Well of Bliss. Inför denna hade Refused och Abhinanda bytt gitarrister så att Kristoffer Steen gick till Refused och Pär Hansson till Abhinanda. Skivan producerades av Pelle Gunnerfeldt, som även bidrog med sång på en låt. Gruppen medverkade också, med låten "All of Us", på samlingsskivan Straight Edge as Fuck II.
Abhinanda gjorde en kortare turné i Sverige och Norge tillsammans med Strife och turnerade också i övriga Europa och spelade med band som Earth Crisis, 108, Nine och Refused.

### Abhinanda
1996 släpptes gruppens andra studioalbum, det självbetitlade Abhinanda. Skivan producerades av André Jacobsson. Inför skivan hade trummisen Jonas Lyxzén slutat eftersom han inte gillade den musikaliska inriktning som bandet tagit. Han ville också fokusera på sitt nya band Separation. Han ersattes av Daniel Berglund. Lyxzén medverkar dock på skivan i egenskap av låtskrivare på två låtar. Bandet spelade samma år på bl.a. Arvikafestivalen och medverkade också med The Misfits-covern "Skulls" på tributskivan Children in Heat.
I anslutning till skivan gjorde Abhinanda en längre Sverigeturné, vilken följdes av spelningar i Tyskland, Belgien och Österrike. I januari 1997 genomfördes en Norgeturné med totalt åtta spelningar. Senare samma år lämnar gitarristen Adam Nilsson bandet. Han ersattes av Niklas Rudolfsson. Spelningar på olika festivaler följde, bl.a. bandets andra spelning på Arvikafestivalen. Dessa följdes av en Europaturné tillsammans med Starmarket. Abhinanda medverkade också, med låten "Desasir", på den sista samlingsskivan i Straight Edge as Fuck-serien, Straight Edge as Fuck III.
1998 utkom 7"-singeln Unbroken/Abhinanda, vilket var en splitskiva med bandet Unbroken. Abhinanda medverkade med låten "Rebels Rule", en cover på Stray Cats. Skivan utgavs av skivbolaget Trust No One Recordings. Bandet turnerade också i Spanien, där en av låtarna de spelade var en cover av Youth of Todays "Disengage", dock försedd med spansk text. Därefter gjorde bandet en länggre Europaturné tillsammans med Randy. Under denna turné medverkade Jakob Nyström på keyboards.

### The Rumble & splittringen
Abhinandas tredje och sista fullängdare The Rumble släpptes 1999. Albumet producerades, precis som föregångaren, av André Jacobsson. Bandets sound hade också förändrats genremässigt och drog mer åt alternativ rock, men fortfarande med inslag av hardcore. Från skivan släpptes singeln "Junior".
Efter att skivan släppts gjorde Abhinanda några spelningar i Sverige, bl.a. på Umeå Open. Efter dessa beslutade bandet att de skulle splittras.  I en intervju med Västerbottens-Kuriren kommenterade sångaren Saxlund splittringen på följande sätt: "Det blev lite för mycket. När du suttit fem grabbar i en turnébuss halva året i sex års tid - det är inte ens alla förhållanden som klarar det. Hade vi inte gått skilda vägar kanske vi inte hade pratat med varandra mer, det var nödvändigt. Nu blir det bara kul att träffas."

### Första återföreningen
Bandet återförenades för en spelning i Umeå 2004, med dess första sättning.

### Andra återföreningen
Abhinanda återbildades 2009 för att spela in en ny låt ("Still United!"), en Japanturné på tre datum samt en konsert på Kafé 44 den 26 januari 2010 i Stockholm. Bakgrunden var att bandets tidigare trummis Jonas Lyxzén under en vistelse i Japan förstått att intresset för bandet där var ganska stort. Som ett resultat av detta bestämde bandet sig för att göra en andra återföreningsturné. Bandet blev erbjudna att göra en tre veckor lång Asienturné i Japan, Malaysia, Singapore och Indonesien, men på grund av jobb- och familjeskäl avböjde bandet detta och beslutade att endast spela i Japan.
Spelningarna i Japan var slutsålda och beskådades av 1 500 personer.

### Tredje återföreningen
Den 15 december 2012 återförenades bandet en tredje gång för att spela tillsammans med Refused och Final Exit på Fabriken i Umeå.

## Medlemmar
Senaste medlemmar
- José Saxlund – sång (1992–1999, 2004, 2009–2010, 2012)
- Mattias Abrahamsson – basgitarr (1992–1999, 2004, 2009–2010, 2012)
- Pär Hansson – gitarr (1995–1999, 2004, 2009–2010, 2012)
- Daniel Berglund – trummor (1996–1999, 2004, 2009–2010, 2012)
- Niklas Rudolfsson – gitarr (1997–1999, 2004, 2009–2010, 2012)

Tidigare medlemmar
- Jonas Lyxzén – trummor (1992–1995)
- Adam Nilsson – gitarr (1992–1997)
- Kristofer Steen - gitarr (1993–1994)
- Jakob Nyström – keyboard (1998–1999)

## Diskografi
Studioalbum
- 1994 – Senseless
- 1996 – Abhinanda
- 1999 – The Rumble

EP
- 1993 – Darkness of Ignorance
- 1995 – Neverending Well of Bliss

Samlingsalbum
- 2009 – Kizuna